# Tục ở rể
Tục ở rể hay chuế tuế là hệ thống xã hội của một số dân tộc trên thế giới, trong đó cặp vợ chồng hình thành thì cư trú theo hoặc ở gần cha mẹ của người vợ. Do con cái của một người mẹ vẫn sống cùng (hoặc gần) nhà của người mẹ, từ đó có thể hình thành nên những gia tộc lớn, thường bao gồm ba hoặc bốn thế hệ sống cùng một nơi.
Tục ở rể có ở hầu hết các dân tộc theo chế độ mẫu hệ. Tuy nhiên vẫn có dân tộc theo mẫu hệ nhưng không ở rể, như người Mosuo ở vùng đông nam dãy Himalaya, Trung Quốc. Họ là dân tộc "mẫu hệ đa phu", trong đó những người đàn ông sống với mẹ đẻ và chỉ có người chồng nào được người vợ yêu cầu thì đến ở một số ngày.
Một số dân tộc phụ hệ hoặc tử hệ có tục ở rể nhưng thường là ở rể có thời hạn, tức là sau một mốc đánh dấu nhất định, như có con hay đủ số năm, thì cặp vợ chồng được sống độc lập và theo về bên người đàn ông.
Trong xã hội hiện đại ở nhiều nước các cặp đôi mới có quyền tự lựa chọn nơi ở. Do đó các tục ở rể hay ở dâu không có nhiều ảnh hưởng. Tại Trung Quốc ở rể được chính phủ khuyến khích nhằm hạn chế ảnh hưởng tiêu cực của sự mất cân bằng giới tính.

## Thế giới
Trên thế giới phong tục ở rể có mặt ở nhiều nơi, trước hết là ở các dân tộc theo chế độ mẫu hệ. Tại Đông Nam Á các dân tộc thuộc ngữ hệ Austronesia như người Philippines, Minangkabau, Thổ dân Đài Loan,... Thuộc các ngữ hệ khác có người Karen ở Myanmar, người Khasi ở Ấn Độ, người Iroquois ở Bắc Mỹ.

## Việt Nam
Tại Việt Nam có nhiều dân tộc có phong tục ở rể, có mặt ở cả ba miền.
1. Các dân tộc theo chế độ mẫu hệ, đàn ông ở rể trọn đời, gồm có nhóm Nam đảo có Người Chăm, Chu Ru, Ê Đê, Gia Rai, Ra Glai, và Nhóm Môn – Khmer có Người Ba Na, Cơ Ho.
2. Các dân tộc theo chế độ phụ hệ, đàn ông ở rể có thời hạn, gồm có Nhóm Tày - Thái có Người Giáy, Lào, Lự, Nùng, Sán Chay, Tày và Thái, và Nhóm Môn – Khmer có Người Chơ Ro, Nhóm H'Mông - Dao có Người Dao và Pà Thẻn. Đàn ông thường ở rể đến khi đôi vợ chồng có con thì về ở bên nhà chồng.

### Tục ở rể người Dao quần trắng
Được thực hiện trước từ một đến ba năm khi lễ cưới chính thức được tổ chức và tùy thuộc vào hoàn cảnh, điều kiện của nhà trai. Nhà trai đưa sang nhà gái một mâm lễ vật gồm: 
- Một đồng bạc trắng hoa xòe
- Một chiếc vòng tay "lá hẹ" bằng bạc trắng
- 6 đôi gà
- Một con lợn dò chừng 30 kg.

Bạc trắng và vòng tay được coi như vật tín trao cho người con gái, còn gà, lợn sẽ được đem ra giết thịt để dâng cúng tổ tiên chính thức công nhận người con trai trở thành con rể và được phép ăn ở, qua lại trong gia đình nhà vợ một cách đàng hoàng.
Đáp lễ và để cầu phúc cho đôi trẻ, bà mẹ người con gái sẽ tặng lại cho con gái và con rể một chiếc địu hoa do chính tay bà mẹ cắt khâu, ngụ ý mong các con sớm có con bồng con bế theo quan niệm "có nuôi có lãi" của đồng bào.

### Tục ở rể người Gia Rai
Trong tập quán sinh hoạt của người Gia Raiở Tây Nguyên, tục “bắt chồng” được coi là trọng đại nhất trong cuộc đời. Do vậy, dù trong bối cảnh nào, người Gia Rai vẫn giữ gìn tục “bắt chồng” theo đúng các nghi lễ từ ngàn đời nay.
Lời tỏ tình của người J’rai xuất phát từ tấm lòng của người con gái, bằng hình ảnh tự nguyện như nhận cuốc xẻng hoặc cái áo, cái quần… của người con trai sau ngày làm nương rẫy và mang về nhà. Nếu người con trai đồng thuận thì cặp trai gái đã thực sự mến nhau, tìm hiểu nhau rồi yêu nhau.
Đến thời điểm thích hợp, bên nhà gái nhờ già làng hoặc người có uy tín trong làng để làm mai mối kết duyên thành vợ thành chồng.
Ngày “bắt chồng” tuỳ theo đời sống kinh tế của mỗi hộ gia đình, có thể là cặp gà hoặc con lợn và thậm chí là con bò để mang sang bên nhà trai làm lễ có sự chứng kiến của cha mẹ hai bên gia đình và đại diện dòng tộc.
Có những vùng người Gia Rai như ở Ayunpa, Ia Pa, Phú Thiện… khi “bắt chồng” bên nhà gái còn mua cả quần áo, chén bát, xoong nồi… cho bên nhà trai. Trước đây, những vật cầu hôn này đắt tiền và tốn kém, do đó để có được những bộ đồ “bắt chồng”, bên nhà gái phải chuẩn bị cả năm để vào rừng tìm sợi rồi về thêu dệt, mỗi bộ có giá trị bằng cả con lợn nái.
Buổi lễ “bắt chồng” diễn ra, Già làng đại diện cho hai họ làm các thủ tục khấn vái với thần sông, thần núi, thần lửa theo nghi lễ của người Gia Rai với nội dung: “Yàng hãy thương bọn trẻ, đừng để bọn trẻ chia lìa mà tác hợp sống lâu, đẻ nhiều con cái cho buôn làng…”. Sau đó, cô dâu và chú rể trong trang phục lộng lẫy của dân tộc mình, họ trao cho nhau chiếc còng cầu hôn được làm bằng đồng, coi đó là sự kết duyên bền chặt.
Sau buổi lễ “bắt chồng”, người con trai vẫn chưa được quyền về nhà vợ mà phải ở tại nhà rông của làng, có thể là đến 1 - 2 tháng, thậm chí là 3 tháng. Lúc bấy giờ, chú rể đã thuộc về nhà gái, không còn là thành viên trong gia đình nữa nên không được về nhà của cha mẹ mình. Tất cả mọi công việc đều làm cho bên nhà gái. Hàng ngày, vợ đến đưa chồng về nhà ăn cơm rồi cùng nhau lên nương rẫy và tối lại phải ngủ tại nhà rông.
Theo quan niệm của người Gia Rai, đây là thời gian thử thách đối với người chồng, nếu như một lòng thương vợ thì không vi phạm những điều như uống rượu say, nói xấu bên vợ hoặc có tình ý với người con gái khác. Sau thời gian đó, nếu đủ cơ sở tin tưởng, người con gái mới “bắt chồng” đưa về nhà sống chung với nhau.